# Socovce
Socovce jsou obec v okrese Martin v Žilinském kraji na Slovensku. Žije v nich 227 obyvatel.

## Historie
První písemná zmínka o vesnici pochází z roku 1258. V obci se nachází římskokatolický původně románský kostel Narození Panny Marie ze 13. století stojící nad řekou Turiec.

## Přírodní poměry
Obec se nachází v nadmořské výšce 444 metrů a rozkládá se na ploše 5,108 km². Do jejího správního území zasahují národní přírodní rezervace Kláštorské lúky, Turiec a ramsarská lokalita Mokřady Turce.